# Ван дер Верт, Роберт
Роберт ван дер Верт (нидерл. Robert van der Weert; род. 13 марта 1970, Утрехт) — нидерландский футболист, нападающий.
Начинал футбольную карьеру в клубе «Утрехт». Дебютировал за команду 28 января 1991 года в домашнем матче чемпионата Нидерландов против «Харлема», завершившемся вничью 0:0. За три сезона в чемпионате отыграл за «Утрехт» 23 матча и забил 2 гола. В октябре 1991 года сыграл один матч в Кубке УЕФА против испанского «Реал Мадрида». После «Утрехта» выступал за «Вагенинген», ТОП Осс и «Фортуну». В сезоне 1994/1995 получил серьёзную травму, разрыв крестообразных связок колена, травма была получена в результате грубой игры со стороны Яна Остерхёйса, выступавшего за клуб «Де Графсхап». В 1997 году стал игроком алкмарского АЗ, и в первый же сезон забил 15 голов в 28 матчах Первого дивизиона Нидерландов, однако на следующий сезон был отдан в аренду в клуб НАК. После возвращения из аренды отыграл за АЗ ещё полтора года, а затем перешёл в клуб МВВ. В 2004 году Роберт завершил карьеру в любительском клубе «Гер», но спустя несколько лет вновь начал играть на любительском уровне. Работает также тренером.
В настоящее время проживает в деревни Бюнде, недалеко от города Мастрихта. Был дважды женат, от первого брака есть сын Майк, он проживает с бывшей женой Роберта. От второго брака детей нет, воспитывает пасынка.